# آندرئا دوسنا
آندرئا دوسنا (به ایتالیایی: Andrea Dossena) بازیکن فوتبال اهل ایتالیا است که از سال ۲۰۰۷ میلادی عضو تیم ملی فوتبال ایتالیا بوده و در ۱۰ بازی ملی حضور داشته‌است. او در بازی‌های ملی‌اش گلی به ثمر نرساند.